# Communauté de communes de Marquion
La communauté de communes de Marquion est une ancienne communauté de communes française, située dans le département du Pas-de-Calais et la région Nord-Pas-de-Calais, arrondissement d'Arras.
Elle fusionne le 1er janvier 2014 avec la communauté de communes Osartis pour former la communauté de communes Osartis Marquion.

## Composition
Elle était composée des communes suivantes :
1. Baralle
2. Bourlon
3. Buissy
4. Écourt-Saint-Quentin
5. Épinoy
6. Graincourt-lès-Havrincourt
7. Inchy-en-Artois
8. Lagnicourt-Marcel
9. Marquion
10. Oisy-le-Verger
11. Palluel
12. Pronville
13. Quéant
14. Rumaucourt
15. Sains-lès-Marquion
16. Sauchy-Cauchy
17. Sauchy-Lestrée

## Historique
Le 1er janvier 2014, elle fusionne avec la communauté de communes Osartis pour former la communauté de communes Osartis Marquion.

## Présidents
| Période | Période | Identité | Étiquette | Qualité |
| ------- | ------- | -------- | --------- | ------- |
|         |         |          |           |         |
|         |         |          |           |         |